# 2010年亞洲運動會柔道比賽
2010年亞洲運動會柔道比賽，比赛于华南理工大学体育馆举行，设16个小项：

## 獎牌統計
| 排名   | 国家／地区      | 金牌 | 银牌 | 铜牌 | 總數 |
| ------ | --------------- | ---- | ---- | ---- | ---- |
| 1      | 日本（JPN）     | 7    | 4    | 4    | 15   |
| 2      | 韩国（KOR）     | 6    | 3    | 5    | 14   |
| 3      | 中国（CHN）     | 2    | 1    | 4    | 7    |
| 4      | （UZB）         | 1    | 4    | 3    | 8    |
| 5      | 蒙古（MGL）     | 0    | 1    | 5    | 6    |
| 6      | 朝鲜（PRK）     | 0    | 1    | 3    | 4    |
| 7      | 中华台北（TPE） | 0    | 1    | 2    | 3    |
| 8      | 伊朗（IRI）     | 0    | 1    | 1    | 2    |
| 9      | （KAZ）         | 0    | 0    | 4    | 4    |
| 10     | （TJK）         | 0    | 0    | 1    | 1    |
| 總計： | 總計：          | 16   | 16   | 32   | 64   |

## 各項成績

### 男子
| 項目          | 金牌                | 银牌                                     | 铜牌                                                    |
| 60公斤級      | 里绍德·索比罗夫（） | 平冈拓晃（日本）                         | 阿拉木斯（中国） · 崔敏浩（韩国）                       |
| 66公斤級      | 金周珍（韩国）      | 米尔扎希德·法尔莫诺夫（）                | 洪国贤（朝鲜） · 森下纯平（日本）                       |
| 73公斤級      | 秋本启之（日本）    | 王机春（韩国）                           | 拉苏尔·博基耶夫（） · 纳夫鲁兹·朱拉科比洛夫（）         |
| 81公斤級      | 金宰范（韩国）      | 伊斯兰·博兹巴耶夫（） · 高松正裕（日本） | －                                                      |
| 90公斤級      | 小野卓志（日本）    | 季尔绍德·乔里耶夫（）                    | 曾汉捷（中华台北） · 李奎元（韩国）                     |
| 100公斤級     | 黄禧太（韩国）      | 穴井隆将（日本）                         | 拉姆齐丁·赛伊多夫（） · 马克西姆·拉科夫（）             |
| 100公斤以上級 | 金洙完（韩国）      | 阿卜杜拉·坦格里耶夫（）                  | 穆罕默德·礼萨·罗达基（伊朗） · 上川大树（日本）         |
| 無限量級      | 高桥和彦（日本）    | 穆罕默德·礼萨·罗达基（伊朗）             | 哈德巴特尔·蒙赫巴特尔（蒙古） · 乌特基尔·库尔班诺夫（） |

### 女子
| 項目         | 金牌             | 银牌                      | 铜牌                                               |
| 48公斤級     | 吴树根（中国）   | 福见友子（日本）          | 巴勒金尼亚木·巴特额尔德尼（蒙古） · 郑贞娟（韩国） |
| 52公斤級     | 中村美里（日本） | 蒙赫巴塔尔·本德玛（蒙古） | 安琴爱（朝鲜） · 何红梅（中国）                    |
| 57公斤級     | 松本薰（日本）   | 金珍迪（韩国）            | 连珍羚（中华台北） · 图门·奥德·巴图格斯（蒙古）    |
| 63公斤級     | 上野顺惠（日本） | 王沁芳（中华台北）        | 金秀京（朝鲜） · 孔慈英（韩国）                    |
| 70公斤級     | 黄艺瑟（韩国）   | 薛京（朝鲜）              | 曾德-阿尤希·纳兰扎尔嘎勒（蒙古） · 陈飞（中国）    |
| 78公斤級     | 郑敬美（韩国）   | 绪方亚香里（日本）        | 加利娅·乌尔缅塔耶娃（） · 杨秀丽（中国）           |
| 78公斤以上級 | 杉本美香（日本） | 秦茜（中国）              | 古尔然·伊萨诺娃（） · 金誽永（韩国）               |
| 無限量級     | 刘欢缘（中国）   | 金誽永（韩国）            | 道尔吉戈托布·策伦汗德（蒙古） · 田知本爱（日本）   |